# 大正村 (長崎県)
大正村（たいしょうむら）は、長崎県の島原半島にあった村。南高来郡に属した。1956年（昭和31年）に東隣の西郷村と合併し、瑞穂村となった。
現在の雲仙市瑞穂町の北西部にあたる。

## 地理
島原半島の北部に位置する。
- 河川：島川（西郷川）、前田川、松江川、権現川、舟津川

## 沿革
- 1889年（明治22年）4月1日 - 町村制施行により、南高来郡のうち後の村域にあたる伊福村、古部村がそれぞれ単独村制にて発足。
  - 伊福村と古部村を「古部伊福組合村[2]」とし、組合村役場を古部村甲に設置。
- 1926年（大正15年）7月1日 - 伊福村と古部村が合併し、大正村が発足[3]。
- 1955年（昭和30年）3月9日 - 当村域に島原鉄道線の大正駅が開業。
- 1956年（昭和31年）9月25日 - 西郷村と合併して瑞穂村が発足し、大正村は自治体として消滅。

## 地名
名を行政区域とする。大字は設置していないが、名の名称に旧自治体名の「伊福」「古部」をそれぞれ冠する。
なお、大正村では名の名称を十干に置き換えて表記する。
伊福地区（旧伊福村）
- 伊福甲 ／ 大川名[4]
- 伊福乙 ／ 高田名

古部地区（旧古部村）
- 古部甲 ／ 岡名
- 古部乙 ／ 夏峰名

## 交通

### 鉄道
島原鉄道
- 島原鉄道線

（吾妻村） - 古部駅 - 大正駅 - （西郷村）

## 名所・旧跡
- 柿ノ本古墳
- 桑田遺跡
- 高田城跡
- 鍵嶺城跡
- 夏嶺城跡